# خفر (نطنز)
روستای خَفر از توابع بخش مرکزی شهرستان نطنز در استان اصفهان است که در فاصله پنج کیلومتری از مرکز شهر نطنز، در کنار رودخانه‌ای خشک در دامنه تپه‌ای واقع شده‌است. روستای خفر در طول جغرافیایی ۵۱ درجه و ۵۸ دقیقه و۳۳ درجه و ۳۲ دقیقه عرض جغرافیایی واقع شده‌است.

## جمعیت
جمعیت روستا طبق سرشماری سال ۱۳۷۵، ۲۵۴ نفر در ۶۴ خانوار گزارش شده‌است و در آخرین سرشماری عمومی نفوس و مسکن سال ۱۳۹۵، جمعیت آن ۱۷۰ نفر در ۷۵ خانوار گزارش شده‌است.

## کشاورزی
کشاورزی در خفر از قدیم الایام تا بحال وجود داشته‌است. کشاورزان آب مورد نیاز خود را از چند قنات روستا تأمین می‌کردند و عمده تولیدات آن‌ها انار بوده‌است. در حال حاضر با توجه به خشکسالی، الگوی کشت کمی تغییر کرده‌است و در کنار انار زعفران هم تولید می‌شود.

## جاذبه های گردشگری
معروف‌ترین جاذبه گردشگری این روستا آستان مقدس امامزاده احمد (ع) است که بر فراز تپه ای در کنار آزادراه تهران-نطنز-اصفهان قرار گرفته‌است و سالانه پذیرای مسافران و زائران بسیاری است. این امامزاده فرزند محسن ابن زین العابدین علیه السلام است.
در روستای خفر آثار تاریخی هم وجود دارد که به دلیل کم توجهی برخی از آن‌ها وضعیت مناسبی ندارد. از جمله آثار تاریخی خفر می‌توان به قلعه تاریخی، آب انبار و مسجد بابا سیاه پوش اشاره کرد.